# Cortenedolo
Cortenedolo is een plaats (frazione) in de Italiaanse gemeente Edolo.